# 세종호수공원

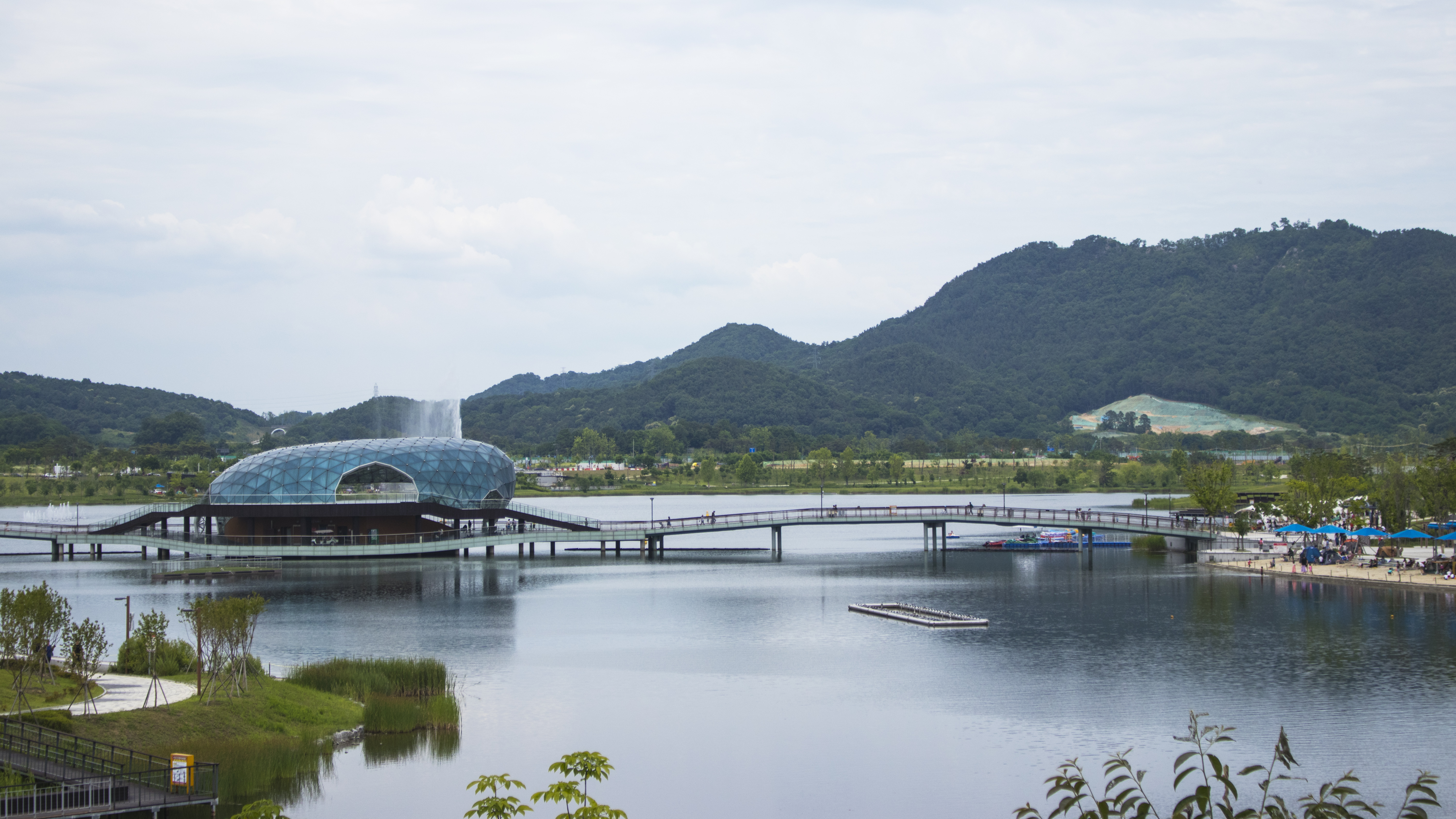
세종호수공원 전경

세종호수공원(世宗湖水公園, 영어: Sejong Lake Park)은 세종특별자치시의 행정중심복합도시에 위치한 공원이다. 한국토지주택공사 세종특별본부가 조성하였으며, 2013년에 1단계 지역이 전면 개장되었다.
공원 전체 면적은 697,246㎡이며, 여기서 호수의 면적은 322,800㎡이다. 5개의 건축물이 있으며, 산책로 8.8km와 자전거도로 4.7km가 조성되어있다. 호수에는 4개의 분수와 함께 파고라 등 조경시설이 갖춰져있고, 호수공원 내 섬 2개의 물놀이섬과 무대섬이 조성되어있다.

## 역사
한국토지주택공사의 세종특별본부에 의해 만들어진 이 공원은 2012년 12월 3일 부분 개장한 것에 이어 2013년 5월 2일 1단계 지역을 전면 개장하였다.

## 시설
- 인공섬: 세종호수공원에는 5개의 인공섬이 있으며, 각각의 이름은 축제섬(6071m²), 수상무대섬(1805m²), 물놀이섬(5615m²), 물꽃섬(4871m²), 습지섬(4036m²)이다.[2]
- 수상무대: 반짝이는 조약돌을 형상화한 것으로, 푸른색을 띄는 유리 지붕이 얹어져 있으며, 690석의 공연 시설이 설치되어 있다.[2]
- 분수: 4개의 분수가 설치되어 있으며, 호수 중앙에는 최대 50m까지 물을 뿜는 희망분수, 축제섬 앞에는 높이 10m까지 물을 뿜는 축제분수가 있고, 호수 광장에는 광장분수(높이 10m)와 대포분수(높이 15m)가 설치되어 있다.[2]

## 사진

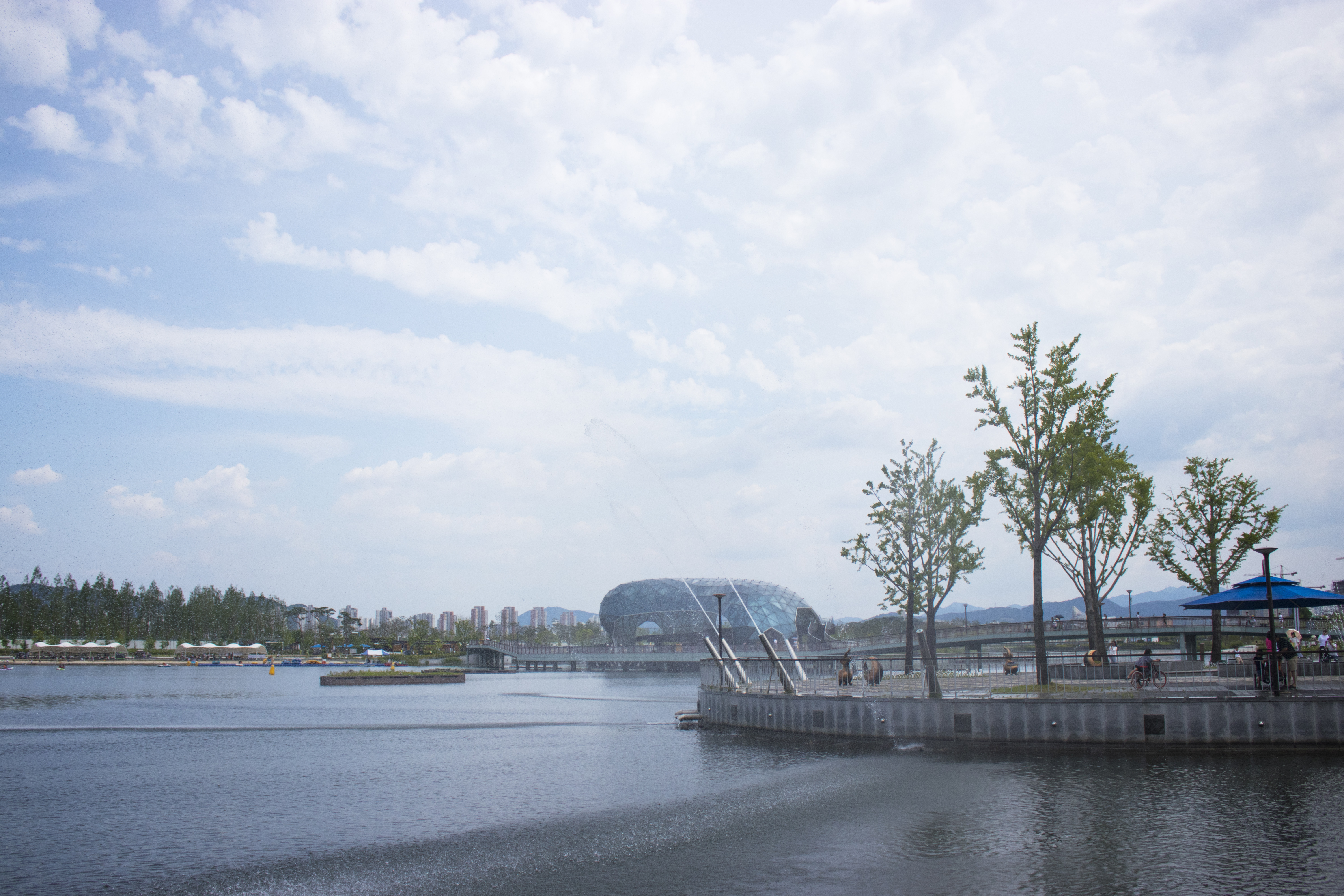
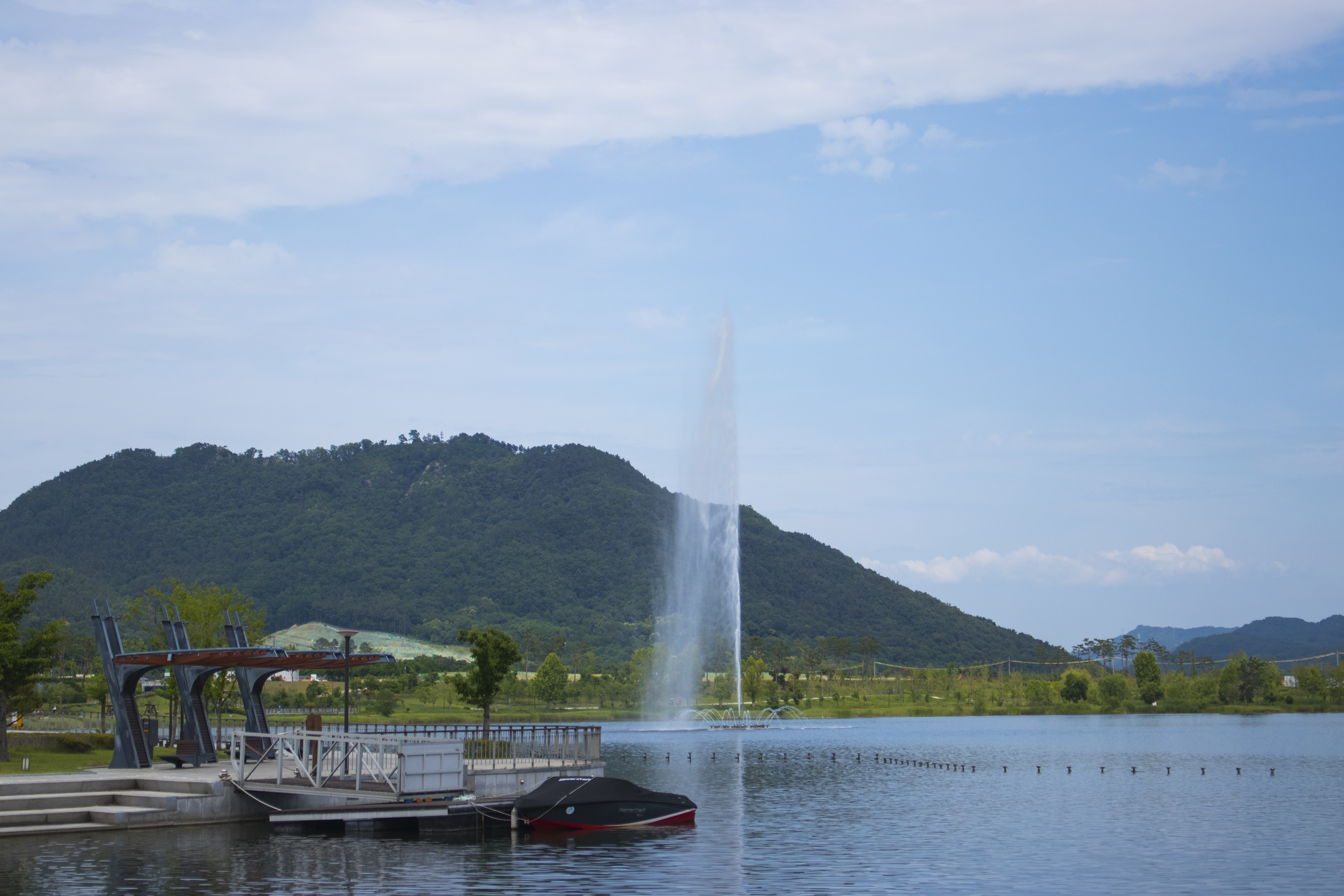
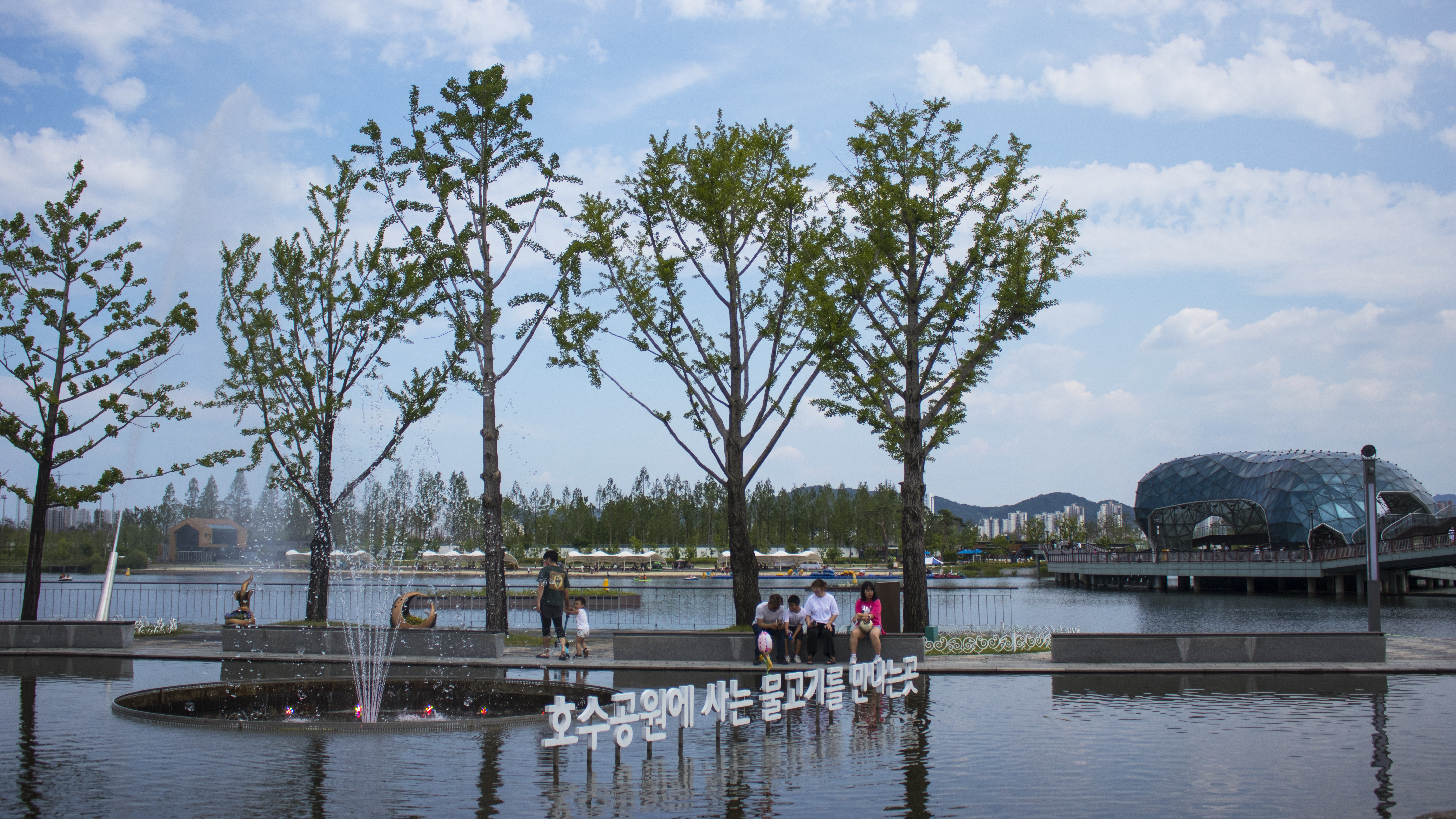
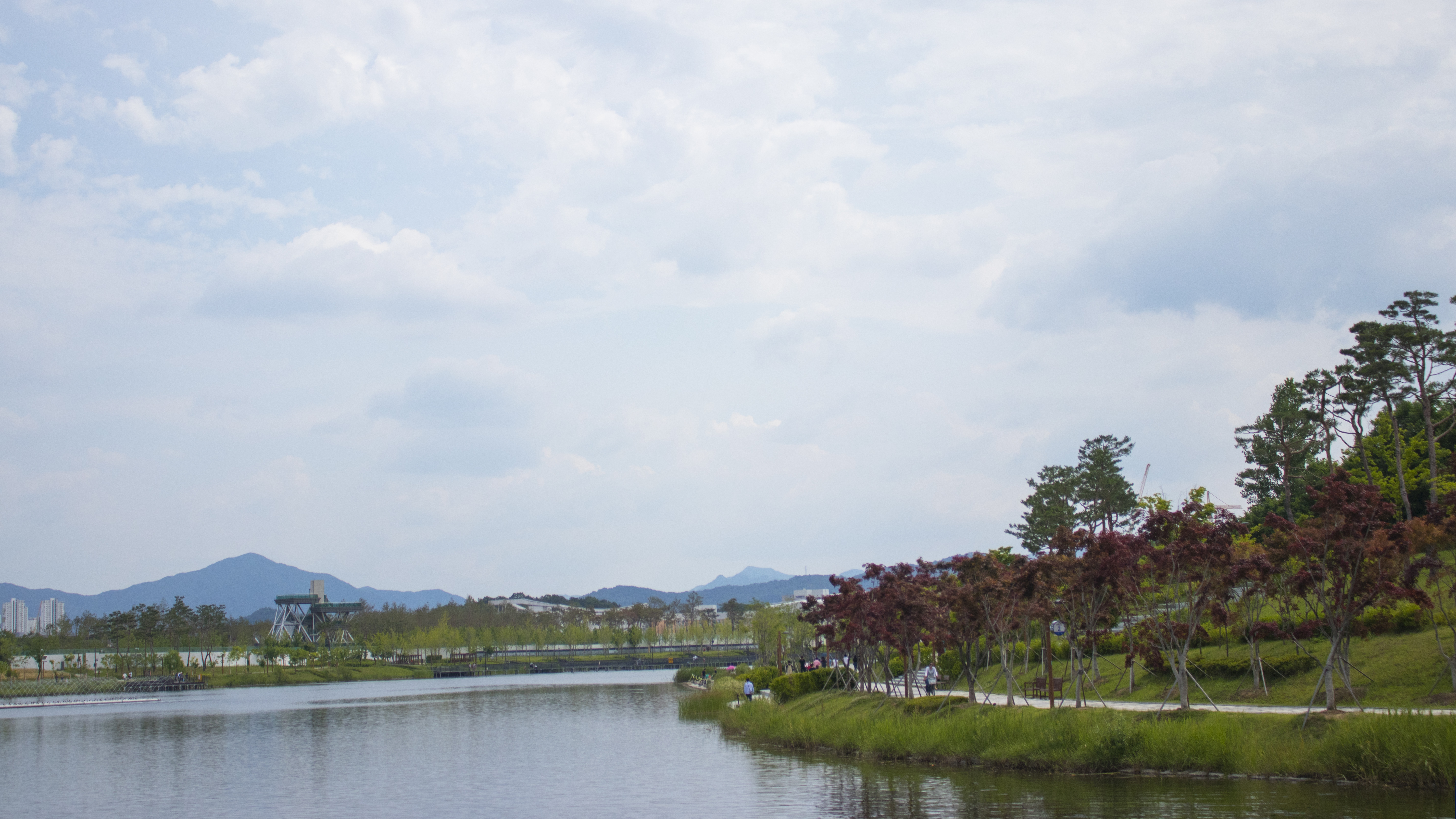
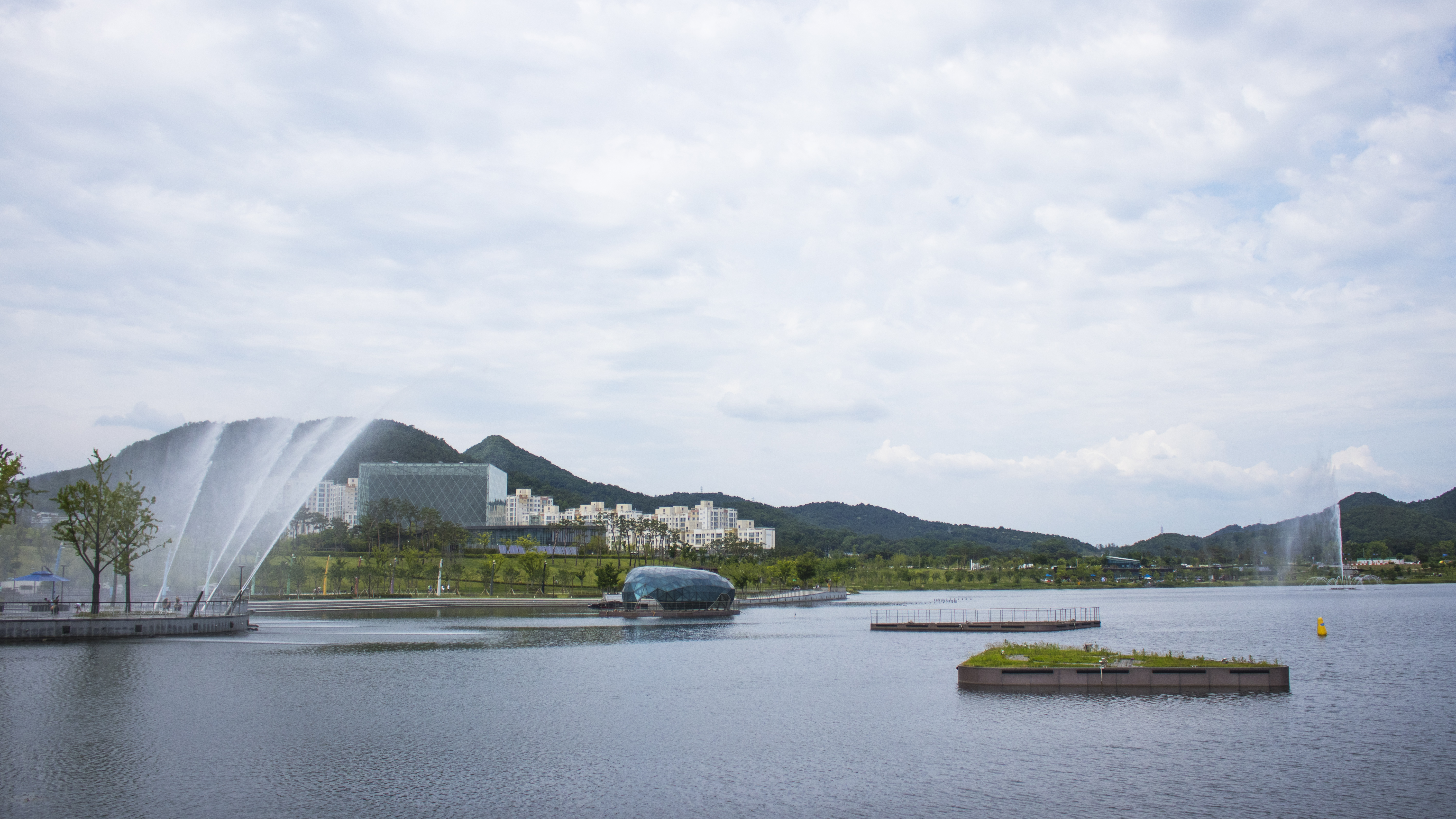
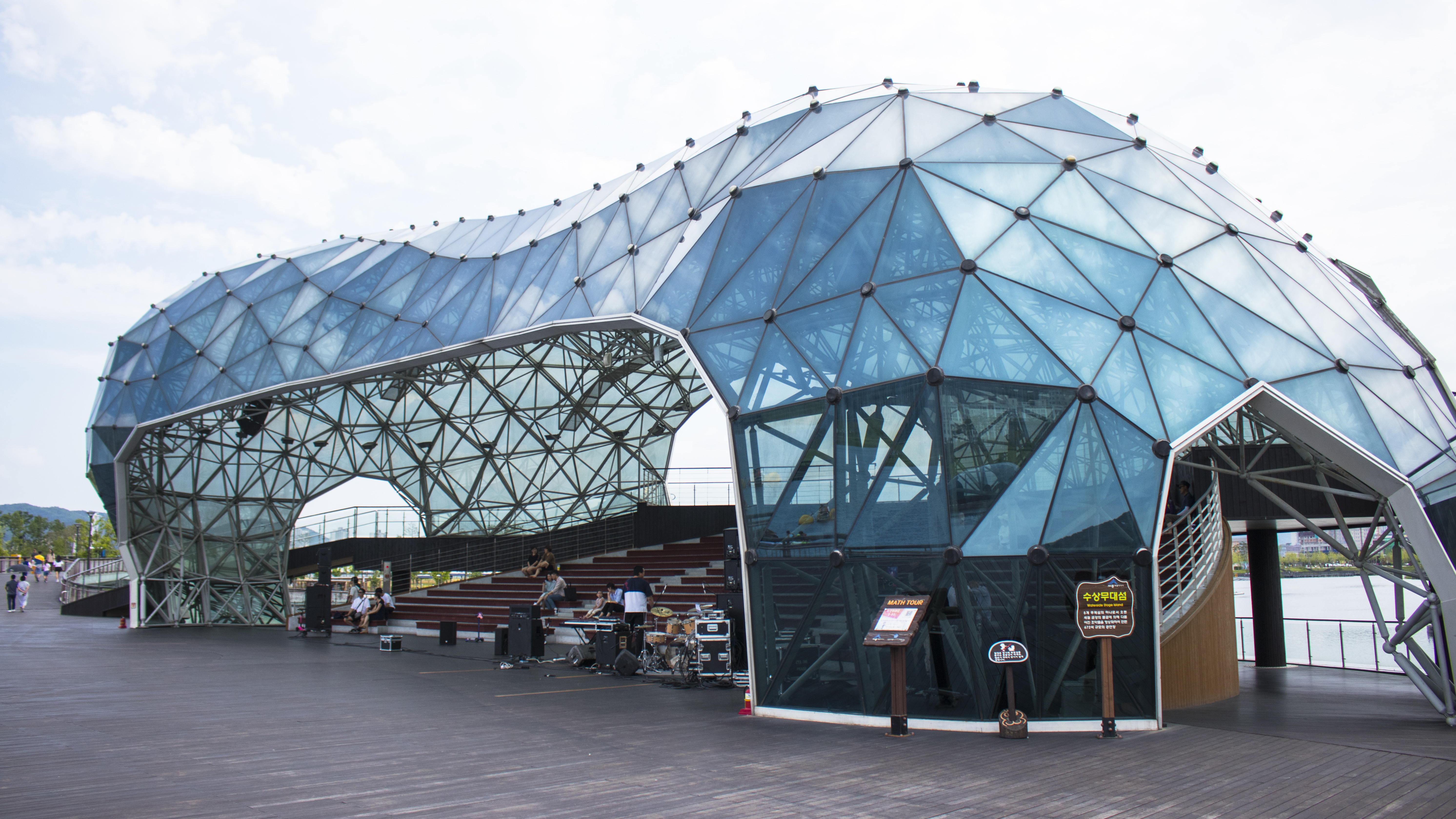
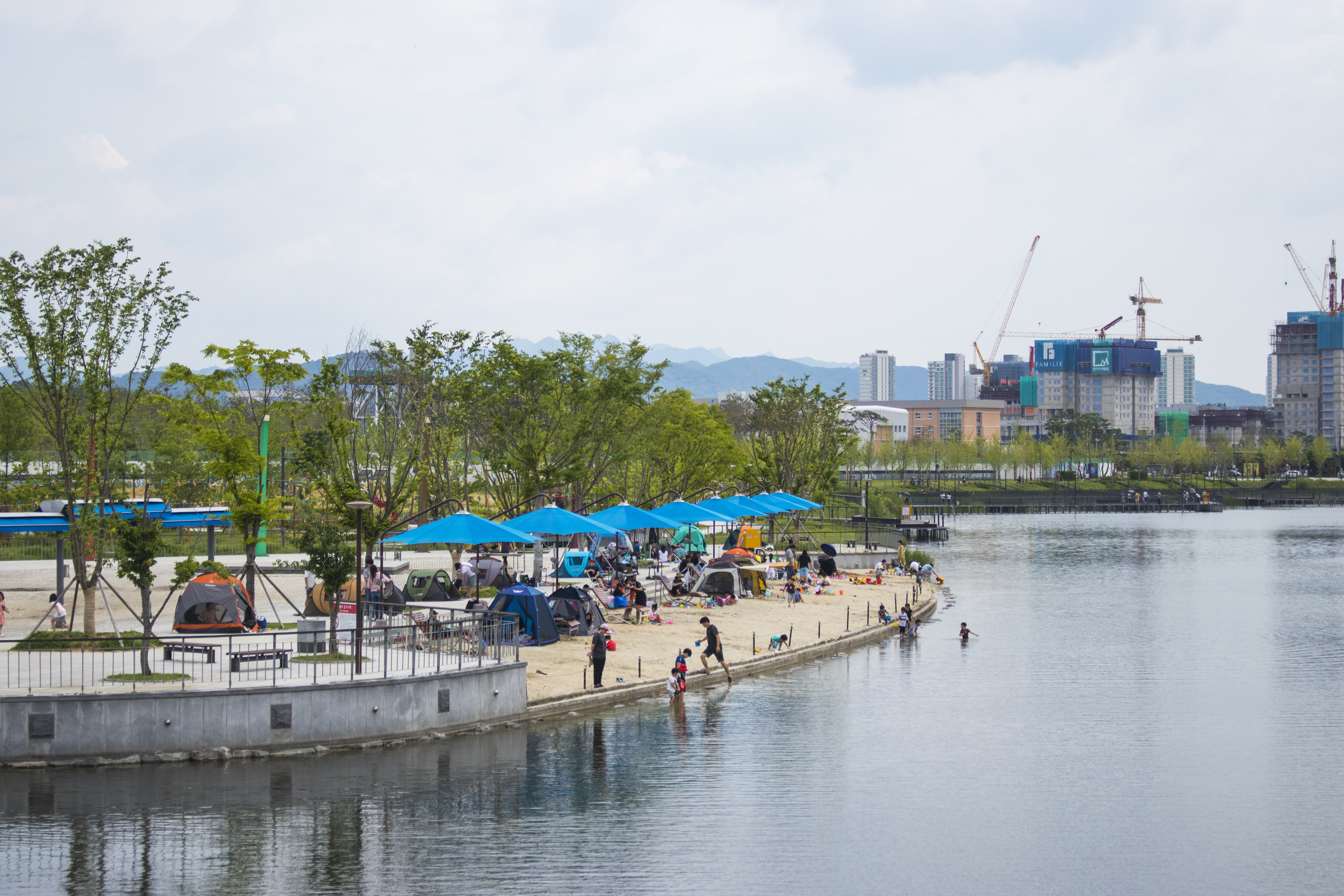
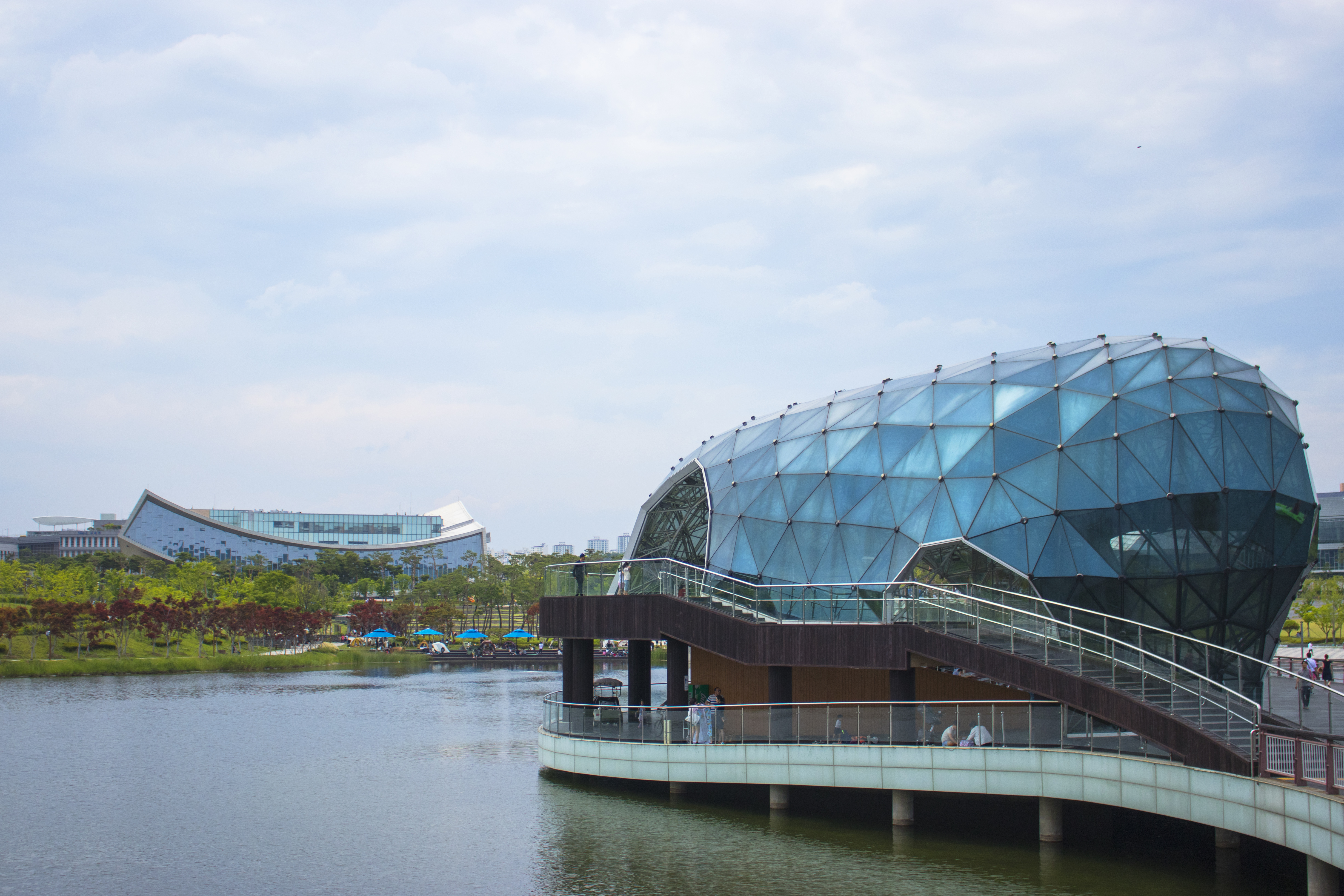
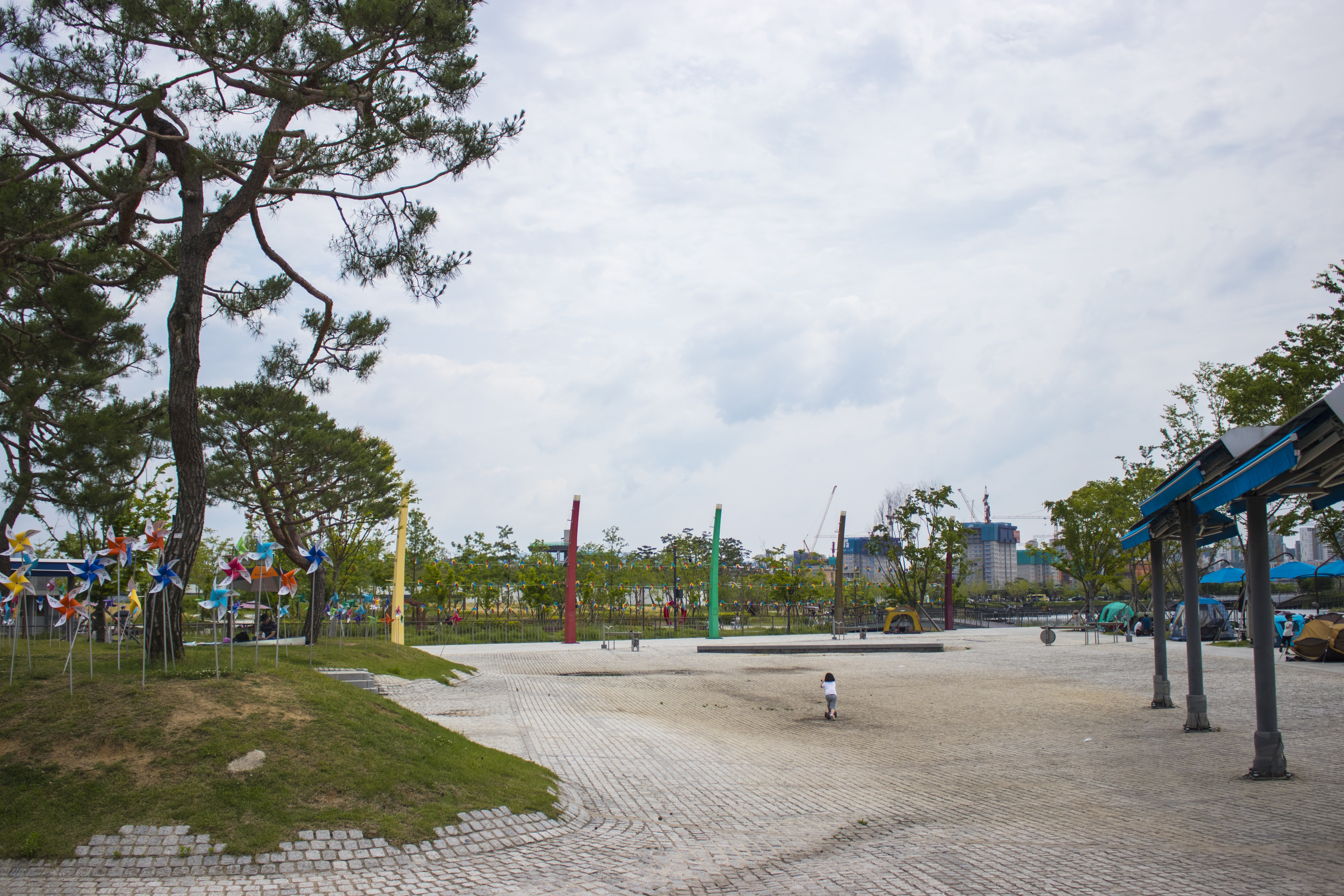
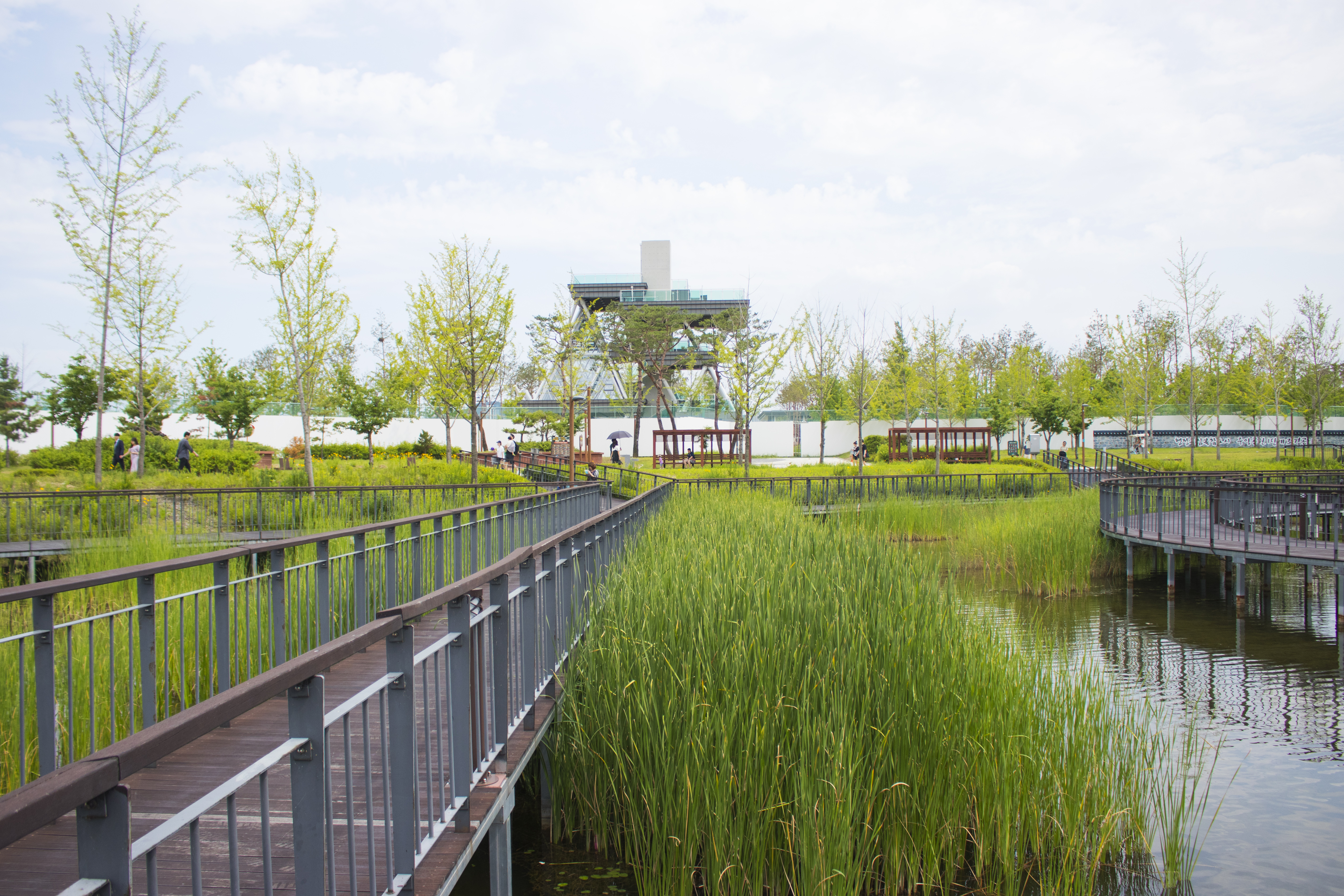
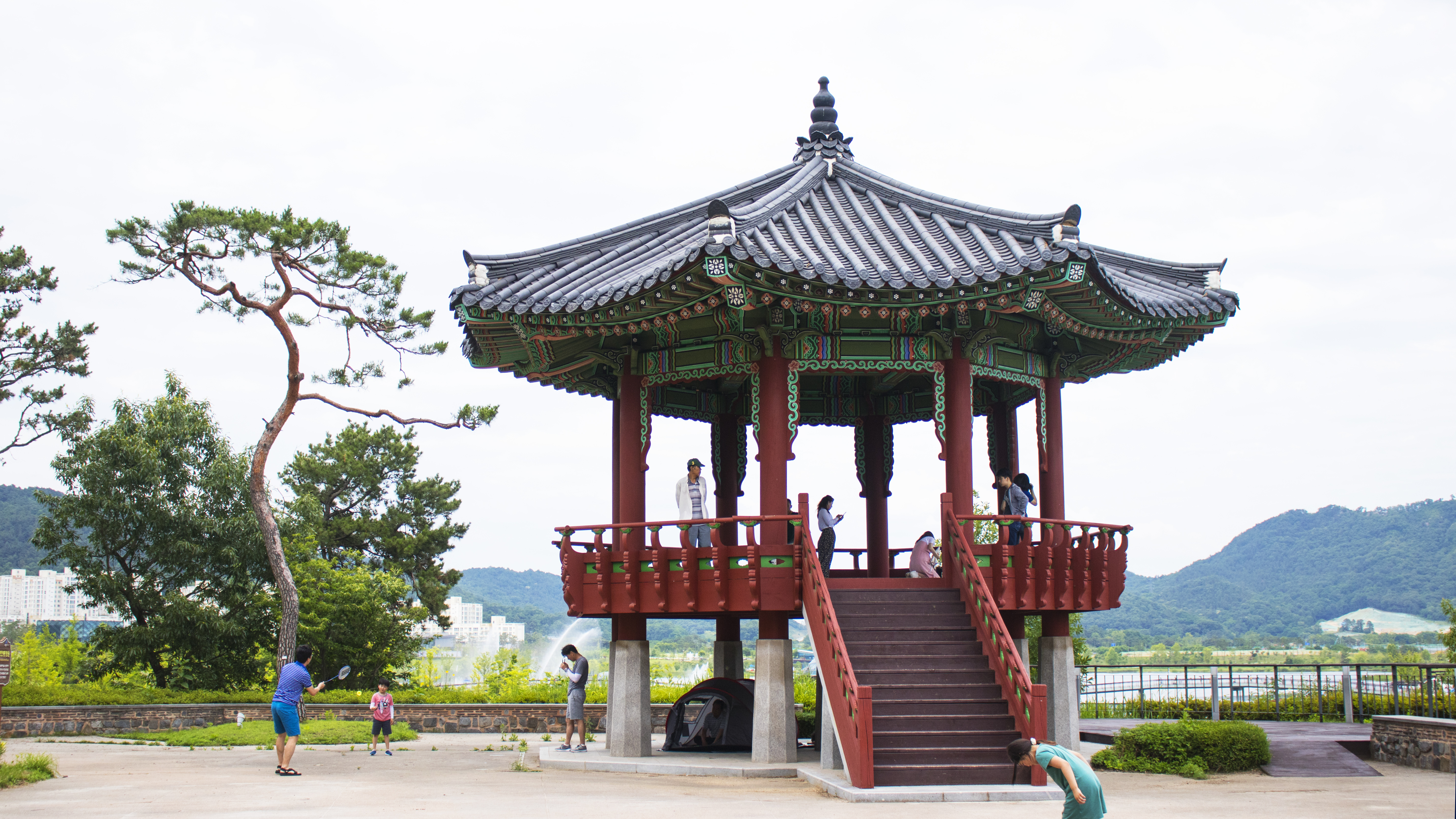
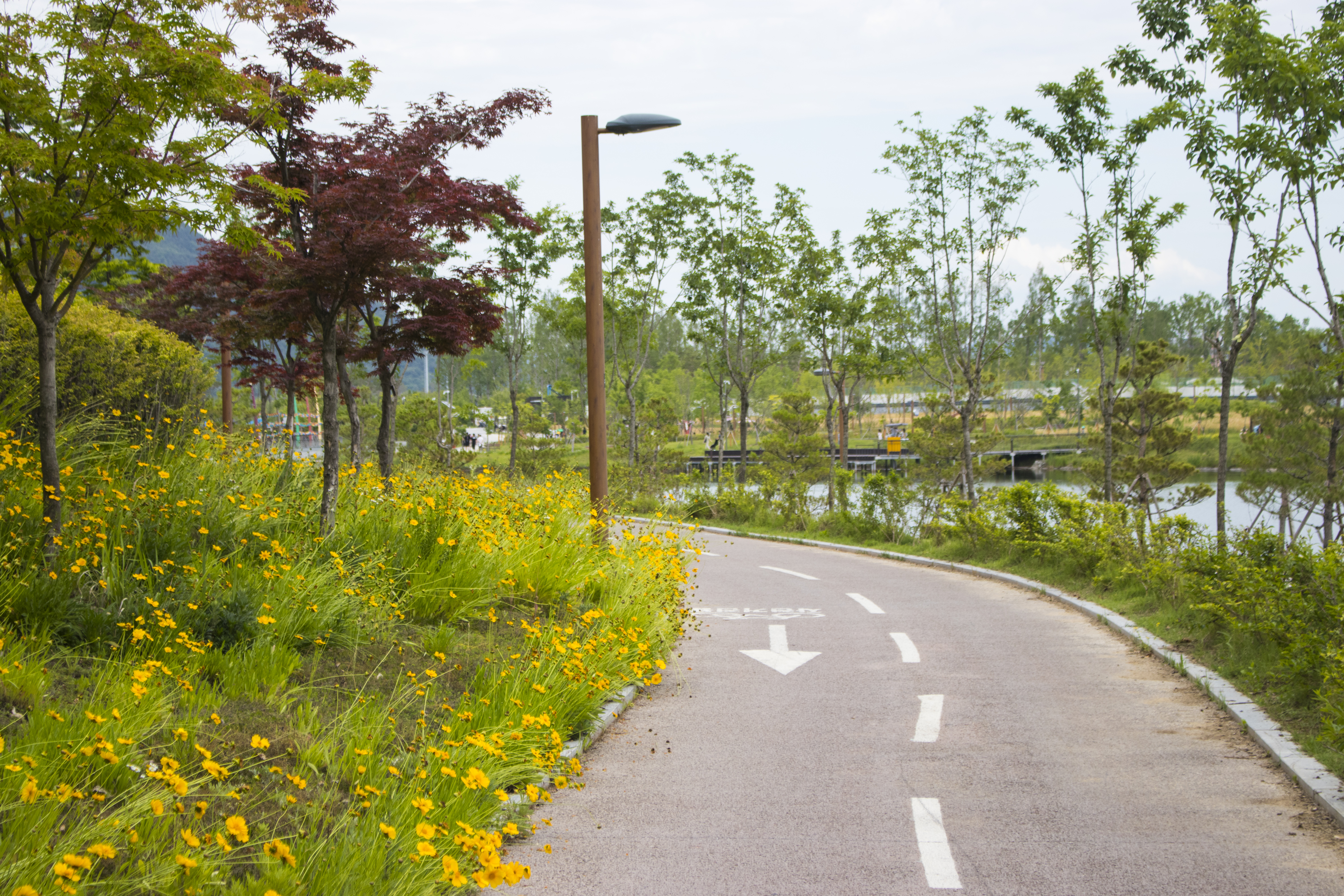